# Problema del bestiame di Archimede
Il problema del bestiame di Archimede (o problema bovinum o problema Archimedis) è un problema nell'analisi diofantea, lo studio di equazioni polinomiali con soluzioni intere. Attribuito ad Archimede, il problema riguarda il calcolo del numero di bovini in una mandria del dio del sole da un dato insieme di restrizioni. Il problema fu scoperto da Gotthold Ephraim Lessing in un manoscritto greco contenente una poesia di quarantaquattro versi, nella Biblioteca Herzog August a Wolfenbüttel, in Germania, nel 1773.
Il problema è rimasto irrisolto per diversi anni, in parte a causa della difficoltà di calcolare gli enormi numeri coinvolti nella soluzione. La soluzione generale fu trovata nel 1880 da Carl Ernst August Amthor (1845-1916), direttore del Gymnasium zum Heiligen Kreuz (Ginnasio della Santa Croce) a Dresda, in Germania. Utilizzando tabelle logaritmiche, ha calcolato le prime cifre della soluzione più piccola, dimostrando che si tratta di {\displaystyle 7.76\times 10^{206544}} bestiame, molto più di quanto potrebbe stare nell'universo osservabile. La forma decimale è troppo lunga per essere calcolata esattamente dagli esseri umani, ma più pacchetti aritmetici di precisione sui computer possono scriverla esplicitamente.

## Storia
Nel 1769 Gotthold Ephraim Lessing fu nominato bibliotecario della Biblioteca Herzog August a Wolfenbüttel, in Germania, che conteneva molti manoscritti greci e latini. Alcuni anni dopo, Lessing pubblicò traduzioni di alcuni manoscritti con commenti. Tra questi c'era una poesia greca di quarantaquattro versi, contenente un problema aritmetico che chiede al lettore di trovare il numero di bovini presenti nella mandria del dio del sole. Ora è generalmente attribuito ad Archimede.

## Problema
Il problema, da una sintesi delle traduzioni tedesche pubblicate da Georg Nesselmann nel 1842 e da Krumbiegel nel 1880, afferma:
Calcola, o amico, il numero del bestiame del sole che un tempo pascolava sulle pianure della Sicilia, diviso per colore in quattro mandrie, una "bianca" come il latte, una "nera", una "screziata" e una "gialla". Il numero di tori è maggiore del numero delle mucche e le relazioni tra loro sono le seguenti:
Tori bianchi {\displaystyle =\left({\frac {1}{2}}+{\frac {1}{3}}\right)} tori neri + tori gialli,
Tori neri {\displaystyle =\left({\frac {1}{4}}+{\frac {1}{5}}\right)} tori screziati + tori gialli,
Tori pezzati {\displaystyle =\left({\frac {1}{6}}+{\frac {1}{7}}\right)} tori bianchi + tori gialli,
Mucche bianche {\displaystyle =\left({\frac {1}{3}}+{\frac {1}{4}}\right)} mandria nera,
Mucche nere {\displaystyle =\left({\frac {1}{4}}+{\frac {1}{5}}\right)} mandria screziata,
Mucche pezzate {\displaystyle =\left({\frac {1}{5}}+{\frac {1}{6}}\right)} mandria gialla,
Mucche gialle {\displaystyle =\left({\frac {1}{6}}+{\frac {1}{7}}\right)} mandria bianca.
Se puoi dare, o amico, il numero di ogni tipo di tori e vacche, non sei un novizio nei numeri, eppure non puoi essere considerato di grande abilità. Considera, tuttavia, le seguenti relazioni aggiuntive tra i tori del sole:
Tori bianchi + tori neri = un numero quadrato,
Tori pezzati + tori gialli = un numero triangolare.
Se hai calcolato anche questi, o amico, e hai trovato il numero totale del bestiame, esulta come un vincitore, perché ti sei dimostrato il più abile nei numeri.

## Soluzione
La prima parte del problema può essere risolta facilmente impostando un Sistema di equazioni lineari. Se il numero di tori bianchi, neri, screziati e gialli è scritto come {\displaystyle W,B,D,} e {\displaystyle Y} e il numero di vacche bianche, nere, screziate e gialle è scritto come {\displaystyle w,b,d,} e {\displaystyle y}, il problema è semplicemente trovare una soluzione a:
{\displaystyle {\begin{aligned}W&{}={\frac {5}{6}}B+Y\\B&{}={\frac {9}{20}}D+Y\\D&{}={\frac {13}{42}}W+Y\\w&{}={\frac {7}{12}}(B+b)\\b&{}={\frac {9}{20}}(D+d)\\d&{}={\frac {11}{30}}(Y+y)\\y&{}={\frac {13}{42}}(W+w)\end{aligned}}}
che è un sistema di sette equazioni con otto incognite. È indeterminato e ha infinite soluzioni. Il minimo di interi positivi che soddisfano le sette equazioni sono:
{\displaystyle {\begin{aligned}B&{}=7{,}460{,}514\\W&{}=10{,}366{,}482\\D&{}=7{,}358{,}060\\Y&{}=4{,}149{,}387\\b&{}=4{,}893{,}246\\w&{}=7{,}206{,}360\\d&{}=3{,}515{,}820\\y&{}=5{,}439{,}213\end{aligned}}}
che è un totale di 50.389.082 bovini e le altre soluzioni sono multipli integrali di questi. Nota che i primi quattro numeri sono multipli di 4657, un valore che apparirà ripetutamente sotto.
La soluzione generale alla seconda parte del problema fu trovata per la prima volta da A. Amthor nel 1880. La seguente versione è stata descritta da H.W. Lenstra, sulla base dell'equazione di Pell: la soluzione data sopra per la prima parte del problema dovrebbe essere moltiplicata per
{\displaystyle n={\frac {(w^{4658j}-w^{-4658j})^{2}}{(4657)(79072)}}\,}
dove
{\displaystyle w=300426607914281713365{\sqrt {609}}+84129507677858393258{\sqrt {7766}}}
e j è un numero intero positivo. In modo equivalente, la quadratura w si traduce in,
{\displaystyle w^{2}=u+v{\sqrt {(609)(7766)}}\,}
dove { u, v } sono le soluzioni fondamentali dell'equazione di Pell
{\displaystyle u^{2}-(609)(7766)v^{2}=1}
La dimensione della mandria più piccola che potrebbe soddisfare sia la prima che la seconda parte del problema è quindi data da j = 1, ed è circa {\displaystyle 7.76\times 10^{206544}} (risolto per la prima volta da Amthor). I computer moderni possono stampare facilmente tutte le cifre della risposta. Questo fu fatto per la prima volta all'Università di Waterloo, nel 1965, da Hugh C. Williams, R.A. German e Charles Robert Zarnke utilizzando una combinazione dei computer IBM 7040 e IBM 1620.

## Equazione di Pell
I vincoli della seconda parte del problema sono chiari e l'effettiva equazione di Pell che deve essere risolta può essere facilmente fornita. Innanzitutto, si chiede che B + W sia un quadrato, o utilizzando i valori sopra indicati,
{\displaystyle B+W=7{,}460{,}514k+10{,}366{,}482k=(2^{2})(3)(11)(29)(4657)k\,}
quindi si dovrebbe impostare k = (3) (11) (29) (4657) q 2 per qualche intero q . Questo risolve la prima condizione. Per il secondo, richiede che D + Y sia un numero triangolare,
{\displaystyle D+Y={\frac {t^{2}+t}{2}}}
Risolvendo per t ,
{\displaystyle t={\frac {-1\pm {\sqrt {1+8(D+Y)}}}{2}}}
Sostituire il valore di D + Y ek e trovare un valore di q 2 tale che il discriminante di questo quadratico sia un quadrato perfetto p 2 comporta la risoluzione dell'equazione di Pell,
{\displaystyle p^{2}-(4)(609)(7766)(4657^{2})q^{2}=1\,}
L'approccio di Amthor discusso nella sezione precedente era essenzialmente quello di trovare la v più piccola in modo che fosse integralmente divisibile per 2 · 4657. La soluzione fondamentale di questa equazione ha più di 100.000 cifre.